# 김예린 (미스코리아)
김예린(예린 킴(Yerin Kim), 1995년 10월 6일 ~ )은 2015년 미스코리아 선(善) 출신의 대한민국 배우이다.

## 주요 이력
광주광역시 출생이며 2015년 미스코리아 광주-전라 Top 3 입상에 이어 2015년 미스 세종-충북 출신의 김정진과 함께 미스코리아 선(善)에 입상하여 첫 데뷔하였다.
신장은 172cm이다.

## 학력
- 건국대학교 영화예술학과

## 출연작

### TV 프로그램
- 2016년 JTBC 아는 형님
- 2017년 엠넷 TV 너의 목소리가 보여
- 2018년 MBC 일일연속극 비밀과 거짓말 … 윤재희 역
- 2018년 MBC 수목드라마 신입사관 구해령 … 세자빈 역